# Станция Люнгбю
Вокзал Люнгбю — станция на радиальной линии Hillerød сети S-train в Копенгагене, Дания. Расположена в центре города Конгенс Люнгбю. Крупный транспортно-пересадочный узел, является важным узлом общественного транспорта в северных пригородах Копенгагена .
В здании вокзала есть торговый пассаж с примерно 15 магазинами, в том числе двумя супермаркетами.
Станция открылась в 1863 году.

## История

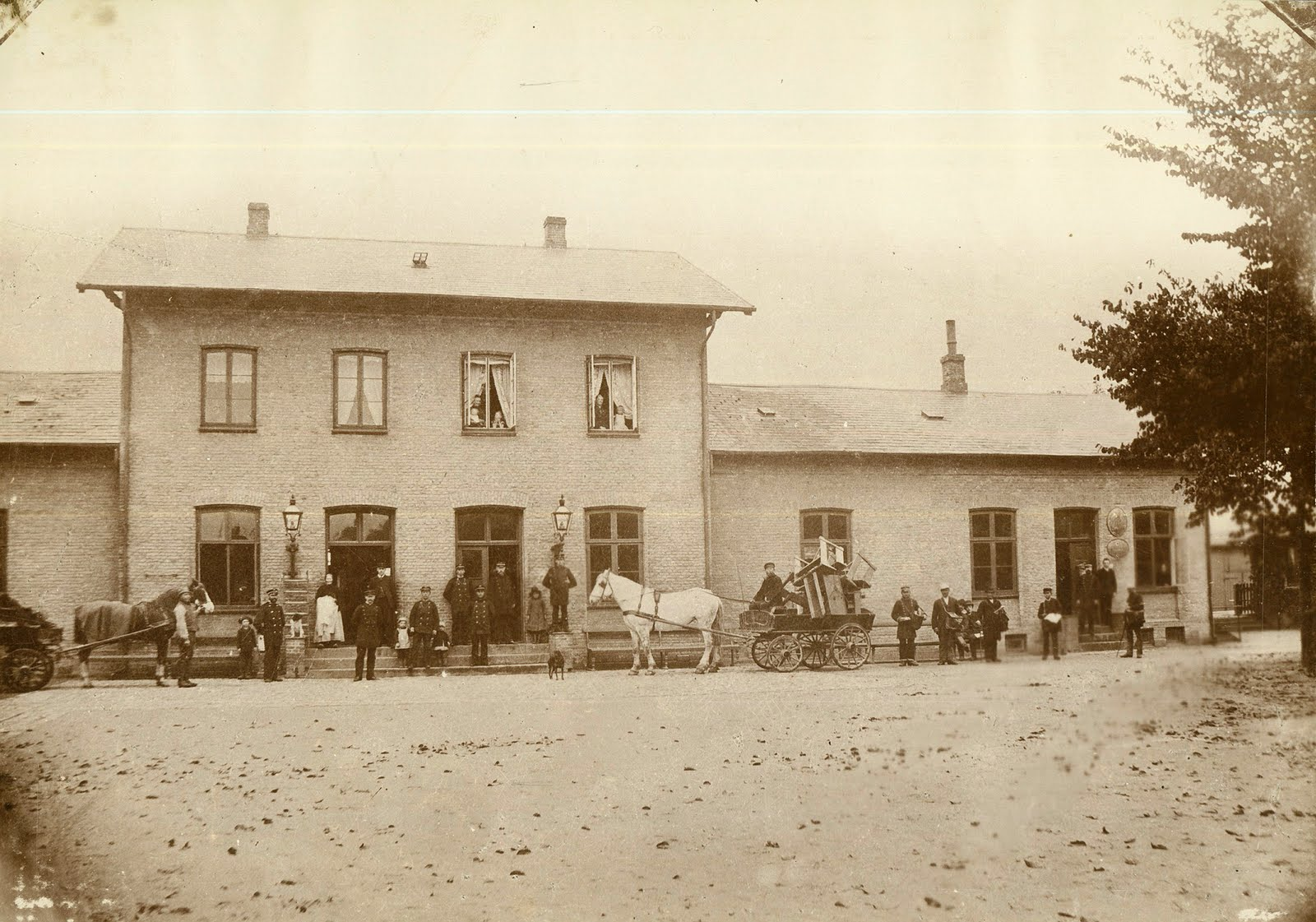
Первая станция Люнгбю

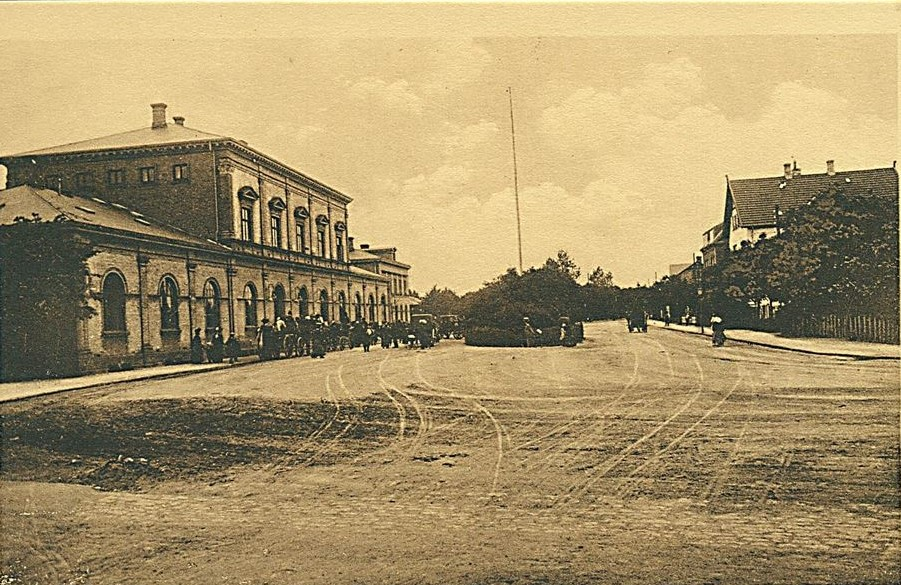
Старая станция Люнгбю

Станция Люнгбю открылась 1 октября 1863 года как конечная остановка первого этапа Нордбана. Небольшое здание вокзала было спроектировано Вильгельмом Карлом Генрихом Вольфом. Железная дорога была продлена до Хельсингёра в 1864 году. Железная дорога Люнгбю — Ведбек открылась в 1890 году. Здание вокзала было снесено в связи с введением двойных путей между Хеллеруп и Хольте. Новое и более крупное здание вокзала, расположенное немного южнее старого, было построено в 1890-91 годах по проекту Генриха Венка и NPC Holsøe.
Железнодорожная линия была электрифицирована и преобразована в S-поезд в 1936 году. Конечная станция железной дороги Люнгбю — Ведбек также была перенесена в Йегерсборг. Старое здание вокзала было снесено в 1956 году.

## Строительство
Объездная дорога Люнгбю проходит по крыше здания вокзала, расположенного с восточной стороны железнодорожных путей. В здании есть 200-метровая торговая галерея с 15 магазинами общей площадью 8369 м². В 2012 году DSB Ejendomme приобрела торговый пассаж у муниципалитета Люнгбю-Таарбек. Впоследствии он был отремонтирован с помощью Gottlieb Paludan Architects . Торговый пассаж был приобретен компанией Nordic Real Estate Partners (NREP) в 2014 году. Магазины включают два супермаркета Fakta и Netto, магазин Matas и пекарню Lagkagehuset .